# Sukkersyge
Sukkersyge, med den medicinske betegnelse diabetes mellitus, er en gruppe sygdomme, hvor blodets indhold af sukker (glukose) er øget ud over det normale, blodsukkeret. Dette skyldes enten, at bugspytkirtlen ikke producerer nok af hormonet insulin, eller at kroppens celler ikke responderer på det producerede insulin. Det høje blodsukker medfører de klassiske symptomer: Hyppig vandladning samt øget følelse af tørst og sult.
Der er tre hovedgrupper af sukkersyge:
- Type 1-diabetes mellitus. Skyldes, at kroppen ikke producerer insulin og kræver injektioner af insulin eller anvendelse af en insulinpumpe. Denne type blev tidligere kaldt insulin-afhængig diabetes og ungdomssukkersyge. I Danmark har omkring 35.000 type 1-diabetes.[1]
- Type 1½-diabetes, LADA (type 1½-diabetes)[2]
- Type 2-diabetes mellitus. Skyldes insulinresistens, hvor kroppens celler ikke kan udnytte insulin, nogle gange kombineret med nedsat produktion af insulin. Blev tidligere kaldt ikke-insulin afhængig diabetes eller gammelmandssukkersyge.
- Type 3 diabetes, Alzheimers sygdom eller Alzheimers syndrom. Diabetes type 1 og 2 kan udvikle sig til diabetes type 3.[3] Type 3 diabetes er den foreslåede term for Alzheimers, der resulterer i insulinresistens i hjernen. Nogle medlemmer af Diabetes-fællesskabet refererer til patienter med Type 1 diabetes, der har vægtrelateret insulinresistens og andre symptomer på Type 2 diabetes. Men oftere bruges termen Diabetes 1.5 om disse patienter.
- Type 4 diabetes[4]
- Gestationel diabetes. Denne type opstår, når gravide kvinder uden tidligere sukkersyge udvikler højt blodsukker. Er nogle gange forgænger til udvikling af type 2-diabetes.
- Svangerskabsdiabetes (Gestationel diabetes). Denne type diabetes er en reaktion på de hormonelle ændringer, der sker under graviditeten. De hormoner, der dannes i moderkagen, kan sænke din krops følsomhed over for insulin. Dette kan resultere i højt blodsukker under graviditeten.[5]

Type 1, type 2 og svangerskabsdiabetes er meget almindelige, men de er ikke de eneste typer diabetes. Der er flere andre typer diabetes, og nogle få, der ikke officielt er klassificeret som typer.
Det har været muligt at behandle alle former af sukkersyge, siden insulin blev tilgængeligt i 1921, og type 2-diabetes kan behandles med perorale lægemidler. Både type 1 og 2 er kroniske sygdomme, da der ikke findes nogen kur. Gestationel diabetes går som oftest over efter fødslen. Ubehandlet sukkersyge medfører mange komplikationer. Akutte komplikationer omfatter hypoglykæmi og diabetisk ketoacidose. Kroniske komplikationer omfatter hjerte-kar-sygdom, kronisk nyresvigt og diabetisk retinopati (nethindeskade). Tilstrækkelig behandling af sukkersyge er derfor vigtig, ligesom kontrol med blodtryk og livsstilsfaktorer såsom rygestop og opretholdelse af en sund kropsvægt.

## Klassificering
Diabetes mellitus klassificeres i fire brede kategorier: Type 1, type 2, gestationel diabetes samt "andre specifikke typer". Disse "andre specifikke typer" er en samling af flere individuelle sjældne årsager. Udtrykket "sukkersyge" eller "diabetes" henviser normalt til diabetes mellitus. Den mere sjældne diabetes insipidus har tilsvarende symptomer som diabetes mellitus, men skyldes ikke forstyrrelser i sukkerstofskiftet.

### Type 1-diabetes
Type 1-diabetes mellitus er karakteriseret ved et tab af de insulin-producerende betaceller i bugspytkirtelen, som fører til insulinmangel. Denne type kan yderligere opdeles i immun-medieret og idiopatisk (ukendt årsag til betacelletab). Hovedparten af type 1-tilfælde er immun-medieret, hvor tabet af betaceller skyldes et T-celle-medieret autoimmunt angreb. Der er ingen kendt forebyggelse imod type 1-diabetes, som forårsager 5-10 % af diabetes mellitus-tilfælde i Danmark. De fleste mennesker er raske med en sund kropsvægt, når sygdommen opstår. Følsomheden over for insulin er som oftest normal, særligt i de tidlige stadier af sygdommen. Type 1-diabetes kan ramme både børn og voksne, men blev traditionelt kaldt "ungdomssukkersyge" fordi sygdommen som oftest opstår hos børn.

### Type 2-diabetes
Type 2-diabetes mellitus er karakteriseret ved nedsat insulinfølsomhed, som kan være kombineret med nedsat insulinproduktion. Den nedsatte følsomhed over for insulin skyldes sandsynligvis insulinreceptoren. De nærmere mekanismer er dog stadig ukendte. En anden mulig årsag til insulinresistens er det insulinnedbrydende enzym, IDE (efter engelsk: insulin-degrading enzyme). Type 2-diabetes er den mest hyppigt forekommende type og står for 85 % af diabetes mellitus-tilfælde hos danske patienter.
I de tidlige stadier af type 2 ses primært nedsat insulinfølsomhed. I dette stadium kan det øgede niveau af sukker i blodet (hyperglykæmien) afhjælpes ved livsstilsændringer og/eller perorale lægemidler, som øger insulinfølsomheden eller sænker produktionen af glukose i leveren.

### Gestationel diabetes
Gestationel diabetes ligner type 2-diabetes på mange måder og skyldes en nedsat insulinfølsomhed eventuelt kombineret med nedsat insulinsekretion. Denne type opstår ved 2-3 % af alle graviditeter og forsvinder som oftest efter fødslen. Gestationel diabetes kan behandles, men kræver forsigtig overvågning under hele graviditeten. Omkring 40 % af de ramte kvinder udvikler type 2-diabetes senere i livet.

### Andre specifikke typer
Der findes over 30 typer i denne kategori. Forskellige genetiske mutationer kan føre til defekter i funktionen af betacellerne. Enhver sygdom, som skader bugspytkirtlen, kan føre til diabetes (fx betændelse i bugspytkirtlen eller cystisk fibrose). Mange lægemidler hæmmer produktionen af insulin, og visse giftstoffer kan skade betacellerne.

## Symptomer og komplikationer
De klassiske symptomer på ubehandlet diabetes er vægttab, øget vandladning (polyuri) samt øget følelse af tørst (polydipsi) og sult (polyfagi). Symptomerne udvikler sig hurtigt (på uger eller måneder) i type 1-diabetes, mens de typisk udvikler sig over meget længere tid i type 2-diabetes.
Højt indhold af glukose (hyperglykæmi) i blodet over længere tid kan forårsage absorption af glukose ind i linsen i øjet, hvilket medfører ændringer i formen af linsen og dermed også synsændringer. Sløret syn er et hyppigt symptom, som medfører en diagnose for diabetes. Type 1-diabetes bør altid mistænkes i tilfælde af pludseligt opståede synsændringer, mens ændringerne i type 2 opstår mere gradvist. Forskellige type hududslæt kan opstå ved diabetes og kaldes samlet diabetiske dermadromer.

### Diabetiske akuttilfælde
Mennesker med diabetes (oftest type 1) kan også opleve diabetisk ketoacidose, en tilstand med forstyrrelser i regulering af stofskiftet, som karakteriseres ved lugten af acetone i udåndingsluften, hurtig, dyb vejrtrækning, kvalme, opkast, abdominalsmerter og ændret bevidsthedstilstand.
En sjælden, men lige så alvorlig tilstand kaldes hyperosmolær ikke-ketotisk tilstand og er mere almindelig hos type 2-diabetikere. Denne tilstand skyldes hovedsageligt dehydrering.

### Komplikationer
Alle former for diabetes øger risikoen for komplikationer på lang sigt. Disse udvikler sig typisk over mange år (10-20), men kan være de første symptomer hos personer, der ikke er blevet diagnosticeret tidligere. De primære langtidskomplikationer er relateret til blodkar. Diabetes fordobler risikoen for hjerte-kar-sygdom. De primære makrovaskulære (åreforkalkning i de store blodkar) komplikationer er iskæmisk hjertesygdom (angina pectoris og myokardieinfarkt), slagtilfælde og perifær vaskulær sygdom.
Diabetes medfører også mikrovaskulære komplikationer, som er skader i de små blodkar (kapillærer). Diabetisk retinopati (skader i øjets nethinde) fører til synsændringer, nedsat syn og muligvis blindhed. Diabetisk nefropati (skader i nyrerne) fører til arvævsdannelse i nyrerne, tab af proteiner igennem urinen og til sidst kronisk nyresvigt, som kræver dialyse. Diabetisk neuropati (skader i nerver) fører til følelsesløshed, paræstesier (følelsen af nåle i huden, som når en kropsdel "sover") og smerter i fødderne. Sammen med den perifære vaskulære sygdom i fødderne øger neuropatien risikoen for diabetes-relaterede fodproblemer (sårdannelse og smerter), som kan være svære at behandle og kan kræve amputation.

### Overdødelighed
Diabetikere har en højere overdødelighed end resten af befolkningen. Det betyder, at diabetikere gennemsnitligt dør tidligere end personer, der ikke har diabetes. I 1997 var overdødeligheden på 1,91, men i 2012 var overdødeligheden nedbragt til 1,49. Det betyder, at diabetesbefolkningen i 2012 i gennemsnit har 49 % flere dødsfald end resten af befolkningen i samme aldersinterval.

## Årsager
Årsagen til sukkersyge afhænger af typen.
Type 1-diabetes er delvist arveligt, men forekommer desuden at blive udløst af visse infektioner. En del bevis peger på virussen Coxsackie B4 som en årsag. Den individuelle følsomhed over for disse udløsere kan spores til HLA-genotyper (genotypen i histokompatibilitetskomplekset). Det er dog ikke nok at arve den "forkerte" genotype. Udvikling af type 1-diabetes kræver, at man også bliver udsat for en udløser i omgivelserne. Udvikling af type 1-diabetes er ikke relateret til livsstil.
Type 2-diabetes skyldes primært livsstil og arv. Overvægt og en fysisk inaktiv livsstil øger betydeligt risikoen for udvikling af sygdommen.
Listen nedenfor viser forskellige specifikke årsager til diabetes:
| - Genetiske defekter i betacelle funktion: - Mutationer i mitokondrie DNA - Genetiske defekter i funktionen af insulin: - Defekter i omdannelsen af proinsulin - Mutationer i genet for insulin - Mutationer i genet for insulinreceptoren - Eksokrine defekter i bugspytkirtlen: - Kronisk pankreatitis (betændelse i bugspytkirtlen) - Pankreatektomi (fjernelse af bugspytkirtlen) - Kræft i bugspytkirtlen - Cystisk fibrose - Hæmokromatose (forhøjede jern niveauer) | - Forstyrrelser i det endokrine system: - For meget væksthormon - Cushings syndrom - Hyperthyroidisme (forhøjet stofskifte) - Fæokromocytom (katekolamin-udskillende tumor) - Glukagonom (glukagon-udskillende tumor) - Infektioner: - Cytomegalovirus - Coxsackievirus B - Lægemidler: - Binyrebarkhormon - Thyroidhormon - Beta-adrenerge agonister - Statiner |

## Sygdomsmekanisme
Insulin er det primære hormon der regulerer optagelsen af glukose fra blodet og ind i cellerne. Insulinmangel eller manglende følsomhed overfor insulin spiller derfor en central rolle i alle former for sukkersyge.
Mennesker kan fordøje visse kulhydrater. Stivelse og visse disakkarider som sukrose, bliver omdannet hurtigt til simple monosakkarider, oftest glukose, som er den primære energikilde i kroppen. Resten bliver videreført til tyktarmen hvor de bliver bearbejdet af tarmfloraen. Insulin frigives til blodet fra betacellerne, som findes i et specielt kirtelvæv i bugspytkirtlen der kaldes de Langerhanske øer, som et respons på stigende glukose i blodet der typisk sker efter indtagelse af et måltid. Insulin signalerer til kroppens celler at de skal optage den cirkulerende glukose, til anvendelse som brændstof, omdannelse til andre molekyler eller til lagring.
Insulin er også det primære signal til omdannelse af glukose til glykogen til lagring i leveren og musklerne. Lave niveauer af glukose i blodet nedsætter udskillelsen af insulin fra betacellerne og i nedbrydningen af glykogen til glukose. Dette kontrolleres af hormonet glukagon, som virker modsat insulin. Glukose produceret i leveren fra glykogen bliver således frigivet til blodet.
Høje insulinniveauer øger anaboliske (opbyggende) processer, som cellevækst, proteinsyntese og fedtlagring. Insulin er det primære signal der omdanner mange stofskifteprocesser fra en katabolisk (nedbrydende) til en anabolisk tilstand.
Hvis mængden af insulin er utilstrækkelig, hvis cellerne responderer dårligt på insulinen eller hvis insulinmolekylerne er defekte, vil glukosen i blodet ikke medføre disse normale virkninger, så glukosen bliver ikke optaget i cellerne, og den bliver ikke lagret i lever og muskler. Slutresultatet bliver vedvarende høje niveauer af glukose i blodet, nedsat proteinsyntese, som fører til vægttab, og andre forstyrrelser i stofskiftet som acidose.
Den forhøjede glukosekoncentrationen i blodet når for høje niveauer til at genoptagelsen af glukose i nyrerne bliver ufuldstændig, og noget af glukosen går tabt igennem urinen. Dette forårsager en osmotisk diurese og således en øget urindannelse (polyuri). På grund af tabet af væske vil der ske en dehydrering som fører til øget tørst (polydipsi).

## Diagnose
Diabetes mellitus er karakteriseret ved vedvarende forhøjet blodsukker. Sygdommen diagnosticeres ved en af følgende metoder:
- Glykosyleret hæmoglobin (HbA1c) ≥ 6,5 %
- Fastende blodsukker (plasma glukose) ≥ 7,0 mmol/L
- Ikke-fastende blodsukker (plasma glukose) ≥ 11,1 mmol/L

Et positivt resultat, ved fravær af tydelig hyperglykæmi, bør bekræftes ved at gentage en af metoderne på en anden dag. Ikke-fastende blodsukker måles ved en såkaldt oral glukose tolerance test (OGTT), hvor personen indtager 75 g glukose peroralt og man efter to timer måler blodsukkeret.
Verdenssundhedsorganisationen (WHO) indførte i 2011 glykolyseret hæmoglobin (HbA1c) som diagnostisk kriterium. Sundhedsstyrelsen har på basis heraf anbefalet at HbA1c bør anvendes som primært diagnostisk redskab i Danmark.
Personer med fastende blodsukker fra 6,1 til 6,9 mmol/L betragtes som havende forhøjet fastende glukose (IFG, fra engelsk: Impaired fasting glucose). Personer med ikke-fastende blodsukker over 7,8 mmol/L (men ikke over 11,1 mmol/L) betragtes som havende nedsat glukose tolerance (IGT, fra engelsk: Impaired glucose tolerance). Disse to præ-diabetiske tilstande, særligt den sidstnævnte, er betydelige risikofaktorer for udvikling af diabetes mellitus, såvel som hjerte-kar-sygdom.

## Behandling
Sukkersyge er en kronisk sygdom som ikke kan kureres undtagen i få specielle tilfælde. Behandlingen fokuserer på at holde blodsukkerniveauerne så tæt på normalt som muligt, uden at forårsage hypoglykæmi. Dette kan normalt opnås igennem kost, motion, og brug af passende lægemidler (insulin ved type 1-diabetes, perorale antidiabetika, og i visse tilfælde insulin, ved type 2-diabetes). Semaglutid, et hormonlignende lægemiddel (Ozempic, Wegovy eller Rybelsus) til behandling af type 2-diabetes.
Vejledning af patienten, forståelse og deltagelse er afgørende, da komplikationer ved sukkersyge er sjældne og mindre alvorlige hos personer med et velreguleret blodsukker. Målet for behandlingen er i startfaserne af sygdommen et HbA1c under 6,5 %. Dette mål er dog svært at opnå senere i sygdomsforløbet og det kan derfor blive relevant at sigte efter et lidt højere, mere realistisk niveaue. Der lægges også vægt på andre sundhedsproblemer som kan forstærke komplikationerne ved sukkersyge. Disse omfatter rygning, forhøjet kolesterol, overvægt, forhøjet blodtryk og mangel på regelmæssig motion. Specialiseret fodtøj anvendes ofte for at mindske risikoen for sårdannelse i foden hos personer med risiko herfor.

### Kost
Den kost der anbefales til diabetikere er generelt den samme sunde kost som anbefales til andre mennesker. Dette vil sige varieret, fiberrig, fedt- og kaloriefattig kost, desuden lavt indtag af fruktose og dermed også almindeligt sukker (sukrose). Hos personer der ikke behandles med insulin, er antallet af måltider om dagen ikke vigtig for reguleringen af blodsukker. Hos personer i behandling med insulin, anbefales regelmæssige måltider med konstante mængder kulhydrat, da vores indtag af især kulhydrater får blodsukkeret til at stige.
Indtil 2008 kunne diabetikere i Danmark få et økonomisk tilskud til kost, så de havde råd til at købe de rette fødevarer. En undersøgelse foretaget af Servicestyrelsen i 2007-08 viste dog, at dansk normalkost med tiden var blevet lige så dyr som diabeteskosten, så derfor ydes der ikke længere et sådant tilskud.

### Fysisk aktivitet
Regelmæssig motion øger følsomheden overfor insulin i vævene og kan reducere HbA1c med omkring 0,6 %. Ny forskning fra Syddansk Universitet og Harvard School of Public Health viser, at styrketræning kan bruges til at forebygge type 2-diabetes.

### Lægemidler

#### Perorale antidiabetika
Metformin (oprindeligt handelsnavn Glucophage) anbefales ofte som førstevalg til behandling af type 2-diabetes, da det har vist sig at sænke risikoen for hjerte-kar-sygdom og død. Metformin bevirker også vægttab, som er en fordel ved behandling af overvægtige. Er virkningen af metformin ikke tilstrækkelig, kan behandlingen kombineres med et sulfonylurinstof (glibenclamid, gliclazid, glimepirid, glipizid eller tolbutamid).
Andre nyere perorale antidiabetika der kan anvendes som tillæg eller alternativ omfatter glitazoner, DPP-4-hæmmere (gliptiner), α-glucosidasehæmmere, SGLT-2-hæmmere og meglitinider.

#### Insulin
Type 1-diabetes behandles typisk med en kombination af kort- og langtidsvirkende insulin, eller syntetiske insulin analoger. Hos de personer med type 2-diabetes der har behov for insulin, anvendes ofte et langtidsvirkende præparat i starten og et korttidsvirkende præparat kan derefter lægges til ved utilstrækkelig effekt. Behandling med metformin fortsættes som regel, mens andre perorale antidiabetika stoppes.

## Epidemiologi
Type 2-diabetes er en hyppigt forekommende sygdom i Danmark. Omkring 240.000 personer har diagnosticeret type 2-diabetes i Danmark, mens der er yderligere omkring 100.000-200.000 udiagnosticerede tilfælde.
| År   | Verdens sukkersyge (anslået) |
| ---- | ---------------------------- |
| 1980 | 108 mil                      |
| 2003 | 194 mil                      |
| 2014 | 382 mil                      |
| 2015 | 422 mil                      |
| 2040 | 642 mil                      |